# 人生劇場 (1983年の映画)
『人生劇場』は、1983年公開の日本映画。製作・東映京都撮影所、配給・東映。監督は深作欣二、佐藤純彌、中島貞夫。尾崎士郎原作『人生劇場』13度目の映画化。

## 概要
『人生劇場』の「青春篇」「愛慾篇」「残侠篇」をベースにした作品で、深作欣二が「愛慾篇」、佐藤純彌が「青春篇」、中島貞夫が「残侠篇」をそれぞれ担当する構成。これは「日本映画界初の試み」と書かれた文献がある。

## スタッフ
- 監督：深作欣二、佐藤純彌、中島貞夫
- 企画：高岩淡、佐藤雅夫、豊島泉、斎藤一重、高杉修
- 脚本：野上龍雄、深作欣二、佐藤純彌、中島貞夫
- 撮影：安藤庄平、並木宏之、北坂清
- 音楽：甲斐正人
- 主題歌：「こころ乱して 運命かえて」（歌：内藤やす子）
  - 作詞：阿久悠／作曲：芳野藤丸／編曲：甲斐正人
- 美術：佐野義和、井川徳道

## キャスト
- 吉良常：若山富三郎
- 青成瓢吉：永島敏行
- お袖：松坂慶子
- おとよ：中井貴恵
- 小岸照代：森下愛子
- おりん：叶和貴子（子供時代：高橋かおり）
- 吹岡早雄：奥田瑛二
- 新海一八：片桐竜次
- 横井安太：平田満
- おみね：三條美紀
- 丘部小次郎：蟹江敬三
- 自警団：有川正治
- 甚：丹古母鬼馬二
- 杉源：藤岡重慶
- 肘鉄：梅津栄
- 学生：菅田俊
- 日本公論社社員：野口貴史
- 仁吉役者：萩原流行
- 塩冶判官：石丸謙二郎
- 高師直：中村錦司
- 巡査：木谷邦臣
- お勝：荒木雅子
- 大溝白堂：成田三樹夫
- 小金：西村晃
- 寺兼：小林稔侍
- でか虎：岩尾正隆
- お玉：岡本麗
- お種：マキノ佐代子
- 奈良平：室田日出男
- 黒馬先生：菅貫太郎
- 宮川：風間杜夫
- 飛車角：松方弘樹
- 青成瓢太郎：三船敏郎

## 製作

### 企画
1981年1月に公開した『青春の門』のヒットにより、その原型といってよい本作が企画に取り上げられた。岡田茂東映社長は、早くから角川春樹事務所とのコラボで『汚れた英雄』/『伊賀忍法帖』を1983年の正月第一弾に、1983年正月第二弾として『人生劇場』の製作を決めた。1982年2月号の『映画ジャーナル』のインタビューで岡田は「『人生劇場』は異色キャストでまず話題にしようという作戦。1982年7月から製作に入り10月末の完成、ジックリ売り込もうという体制」と述べており、製作は1982年頭に決まったものと見られる。佐藤純彌は、本作の企画成立は1982年6月と述べており、『キネマ旬報』1982年8月上旬号には「東映が1982年6月公開した『鬼龍院花子の生涯』の久々のヒットに、任侠と女の色気のある企画を検討した結果、松坂慶子の"おとよ"で『人生劇場』を映画化、来年の正月第二弾として公開することにした。松坂は『佐久間良子さんも、藤純子さんも演じたおとよ"は、昔からやりたいと思っていた役でした。あの悲しい女の愛と生きざまは、女優ならだれでもやりたいと思うのではないでしょうか』と乗っている」と記載しているため、1982年6、7月頃、製作が正式に発表されたものと見られる。1982年夏の『蒲田行進曲』（松竹/角川春樹事務所）撮影の後、松坂と深作欣二のコンビで撮影に入ることが当初の予定であった。松坂は最初は"おとよ"を予定していたが"おとよ"は中井貴恵で、松坂は"お袖"になった（後述）。『人生劇場』は本来、男の青春ドラマであるが、1980年代の時世を反映し、惹句は「女がいて男がいる。男がいて女がいる。」であった。
深作は原作を学生時代から愛読し『人生劇場』を作りたくて映画監督を志したといわれる。1963年に沢島忠が『人生劇場 飛車角』を二本監督した後、根気が枯れたと言ったとき、芸者のお袖が戦後米兵と関係ができて、黒人の赤ちゃんを産むという『その後の人生劇場』という企画を当時、東映東京撮影所の所長だった岡田茂に提出して「そんなもんができるか！」とハネつけられたこともある。

### クレーム
松坂の先の発言は『人生劇場 飛車角』と『人生劇場 飛車角と吉良常』を指すため、東映は「残侠篇」を中心とした映画を予定していたものと見られるが、深作が野上龍雄に脚本を頼んだ1982年6月、尾崎士郎の遺族から「今迄『人生劇場』は、主として『愛慾篇』『残侠篇』が多く映画化されてきた。その結果『人生劇場』のイメージが大きく歪められてしまった。故人は『青春篇』を一番愛していた。今回映画化は、是非『青春篇』に限って欲しい。もし『愛慾篇』『残侠篇』を使用するなら、映画化には応じられない」という強い要望があった。尾崎が亡くなって、東映がヤクザ映画に変貌させたことで尾崎の遺族は腹を立てており、1968年の『人生劇場 飛車角と吉良常』で俊藤浩滋が版権を取りに行ったときも、かなりうるさくなっていたといわれる。

### 脚本
深作は「自分の青春に重なる『青春篇』だけで、充分映画になり得る」とこれを承諾し、瓢吉とお袖をメインに「青春篇」をやろうとした。このため松坂は"お袖"に変更になったものと見られる。しかし野上は「『青春篇』だけでは今の映画の素材としては不十分で映画にしにくい」「『青春篇』なんて何もない。満州に行くような」などと強い懸念を表明。尾崎の遺族の意思は固く、深作は「時代性とローカリティの中で大正ロマンを描きたい」と更に積極的な意見を野上に要求した。深作は1982年夏には『蒲田行進曲』の撮影もあり忙しく、頭の中は『蒲田行進曲』でいっぱい。ギリギリでも出来た『青春の門』の例もあり、気軽に構えていた。1982年9月初旬、野上は第一稿を書き上げたが「青春篇」だけではドラマとして中途半端なシナリオとなった。野上は深作の要望する「大正ロマンを描くべき時代性とローカリティ」を求めて、一ヶ月以上も日本中を探し回ったが、そのような場所はどこにもなく深作の構想は座礁した。クランクインを延ばしていた10月になっても取り掛かれず、挙句、野上が脚本を投げ出し、『青春の門』の製作に似たパターンに陥った。深作も行き詰まって嫌になり、岡田社長に「降ろして欲しい」と申し入れたが、深作を降ろすと松竹から借りた松坂も降りることが予想され、岡田社長も引き止めざるを得なかった。

### 監督三人体制
岡田社長から「東映には盆も正月もない。封切りに間に合わせろ」と催促され、『青春の門』が監督を二人で分担して上手くいったことから、監督を分担しオムニバス形式でやれないかという案が出た。鈴木則文や関本郁夫もその話に色気を見せ、七人の監督で演出する案もあったが、深作と仲のいい佐藤純彌がちょうど京都で『空海』を撮影していたため、岡田社長から「お前、手伝ってやれ」と頼まれ、岡田にはお世話になっており、深作の窮状を救うためこれを引き受けた。急ぎ野上の脚本改定を始め、佐藤、深作、プロデューサーで討論を繰り返したが、野上の言うように「青春篇」だけでは、どうしても現代の映画にならず、深作の意図する大正ロマンにするには、撮影場所の問題で不可能で、元々、東映は学生運動をメインとする「青春篇」では面白くないと判断していたため、結局、東映が尾崎の遺族と話し合い、「愛慾篇」「残侠篇」の使用を許可して貰うことになった。許可が取れたのは11月末で、二人監督でも撮影が間に合うかどうかという事態に追い込まれ、深作とやはり仲がいい中島貞夫が「『残侠篇』をやってもいい」と言うため、中島が三人目として加わることになり、結果、「青春篇」に「愛慾篇」「残侠篇」を加えたオムニバス形式になり、1972年の松竹・加藤泰監督版に近いものとなった。当時は三人ともフリーとはいえ、東映出身の最強メンバーによる合作となって、12月に入り、ようやく製作が始動した。封切り予定日も迫り、松竹から借りた松坂慶子と永島敏行は三週間以上も撮影開始を待って遊んでいる状態であった。
　

### 脚本改定
野上は「『青春篇』だけでは脚本は書けない」と抵抗し、深作から「『青春篇』だけも書ける」という自信ある肯定にあって、やむを得ず「青春篇」を素材に悪戦苦闘の末、シナリオをまとめたのに、後から東映が遺族を説得し「愛慾篇」「残侠篇」使用の了解を取ったことで、3ヵ月に渡る悪戦苦闘の総てが無意味となったため、脚本改定の参加を拒否、以降野上は一切製作に関わらなかった。しかし野上のシナリオは尊重し、野上の労作に「愛慾篇」「残侠篇」を取り入れる作業から始めた。基本的構成として「青春篇」の中で、現在では時代的にズレがあるエピソードを割愛しながら、青成瓢吉の人生という名の劇場への登場と青春ゆえの試行錯誤を縦糸にして「愛慾篇」「残侠篇」の登場人物、特にお袖とおとよの愛憎遍歴と飛車角と宮川の残侠の葛藤を散りばめようという方向が決定した。シナリオ改定の時間は二週間、深作は機嫌が悪く、佐藤と中島でなだめ、「青春篇」に「愛慾篇」「残侠篇」をそれぞれ監督を分担しオムニバス形式にしようという案が出て、深作は最初に希望していた「青春篇」ではなく「愛慾篇」に、佐藤がその「青春篇」、中島が「残侠篇」の担当になり、それぞれの脚本も自分で書くことになった。幸い「青春篇」「愛慾篇」「残侠篇」は、三本の川のように縦に流れ、その川を横に繋ぐように、時々に都合良く登場人物が重層的に絡み合い、三つに分割しやすく分担作業が非常にし易いことが判明した。三人がそれぞれの部分を書き、最終的にリズムとメロディの検討を三人で行うという方法でスタート。撮影もそれぞれの監督の下に独立した三つの撮影班が編成された。監督同士のみならず、基調のなる色を統一しないといけないため、撮影技師、照明技師などスタッフ間での打ち合わせも行われた。これでは作品としての統一性を欠くのではないかと懸念されたが「青春篇」「愛慾篇」「残侠篇」という三つの流れで「人生という名の劇場」を描き出すには、それぞれの流れに応じたトーンを用いて、変化を際立たせる方法を試みようという結論に達した。

### キャスティング
深作は松坂慶子のお袖、永島敏行の青成瓢吉、松方弘樹の飛車角は早めに決まっていたと述べている。岡田社長から「松方、役者は四十からだぞ、辛抱せえよ」と言われ続け、『人生劇場 飛車角と吉良常』で青成瓢吉を演じた松方弘樹は、その言葉通り四十にして、尊敬する鶴田浩二の当たり役・飛車角を演じ、役者冥利に尽きたと話した。永島は当時、若手男優ナンバーワンとも評されていた。深作は青成瓢太郎は若山富三郎に演じて欲しかったが、「残侠篇」を担当する中島が若山の吉良常を推し、若山も見せ場の多い吉良常を希望した。青成瓢太郎は三船敏郎になり、これまでの『人生劇場』の中では出演シーンが長く、東映作品としては飛車角の出番は少なめ。森下愛子演じる小岸照代のモデルは宇野千代。宮川は深作は平田満を推したが、中島が風間杜夫をキャスティングした。おとよは最後に決まり、スケジュールが空いていた中井貴恵になった。

### 撮影・編集
撮影はまさに火事場仕事になった。中島は「皆東映育ちだな。違いやしないんだよ」などと話し、深作も「三人での協議はあまり細かくしなかった」と述べているが、佐藤はそれぞれの監督が撮影したラッシュフィルムを互いに見ては意見を出し合い、前後のシーンで食い違いあってはいけない問題（ツナガリ）を始め、他の監督の撮影部分との結合の仕方など入念に話し合ったと述べている。また三班で同時に撮影するといっても、俳優が重なる部分も多く、どちらかの撮影班は休まざるを得ず、実際に三班が同時に可動したのは、撮影日数55日のうち僅か2日。セットの建て込みなどもあり、全体的には二班が平行撮影した日が最も多くなった。このため、三人の監督で撮影すれば、撮影期間が三分の一で済むという製作部の思惑は実現しなかった。正月を挟んでいたため、比較的スタッフは回転が楽になっている時期とはいえ、三班態勢を可能にした点について中島は、「我ながら、さすが東映だな。こんなことは滅多にできないでしょう」と感心したと述べている。
松坂慶子は深作作品も三本目で、気心も知れ、濃厚な濡れ場も披露。撮影現場では深作から「松坂もっとオッパイ見せろっ!」と容赦ない声も飛んだ。永島敏行は、深作・松坂のコンビについて「飲み屋でさあ、みんな酔っぱらってるところへ、遅れましたって、シラフで入ってゆくようなね。スタッフも同じだし。急ピッチで飲まなきゃって気がして」と表現している。「他にもこれでいいのか？」と声が上がるほど、女優の濡れ場がたっぷり盛り込まれた。当初は「青春篇」だけで、ヤクザ映画にならないんだったらセックスで行こうという思惑が東映にあったとされる。
編集は深作一人の手で統一的に行われた。

### ロケ
飛車角がおとよを足抜けさせるシーンは、原作では夏の横浜だが、前半は名古屋の埠頭、後半を冬の琵琶湖で撮影した。

## 製作費
撮影所原価5億3千万円、営業総原価8億3千万円。

## 評価

### 興行成績
1981年の東映版『青春の門』第一部並みの8億円前後が期待されたが、若干及ばなかった。岡田社長は「素直にいってまあまあの成績です。あの企画、あの宣伝で、ちゃんと2億円ぐらい黒字を残すようにしないとね。今回は三班編成の強行撮影で人件費だけでも1億円余計にかかった問題もあります。それにこの手の作品はもっと早く仕上げて、ウーンと見せ込んで話題を煽る宣伝をやらにゃ仕様がないよ」などと評した。

### 作品の評価
『人生劇場』は本作以降、映像化されていないためか、2018年の感覚では馴染みが薄いが、本作の公開当時は「また『人生劇場』？」という論調が多かった。

## 逸話
- 本作の撮影は京都で1983年の正月跨ぎとなったが、深作が「おせち料理が食べたい」と高岩淡に頼み[28]、高岩は自宅に深作と松坂慶子を一緒に招待した[28]。すると深作が「檀一雄の資料を見せてくれ。『火宅の人』をやりたい」と言って檀の資料を持って帰った[28][29]。映画『火宅の人』は三年後の1986年に公開されている。

- 中井貴恵を裸にし、激しい濡れ場を演じさせたことから、祝いの集まりの際に佐田啓二時代から後援する年配女性らに「うちのお嬢をどうしてくれんの」と迫られ、中島たちは謝り回った。貴恵の母親には事前に許可が必要だろうと撮影前に手紙を書いたら、母親からは「お任せします」と許可は取ってはいた。ただ姉が裸になるとトイレでスポーツ紙を読んで知った中井貴一は、トイレの中で奇声を上げたという[19]。

- 貴恵の上半身に水着の日焼け跡がクッキリ残っており、当初は裸になる予定はなっかたのではないかと思われた。